# Le Retour de Pancho Villa
Pour plus de détails, voir Fiche technique et Distribution.
Le Retour de Pancho Villa (titre original : Io sono il capataz) est un film italien réalisé par Giorgio Simonelli, sorti en 1951.

## Fiche technique
- Titre original : Io sono il capataz
- Titre français : Le Retour de Pancho Villa
- Réalisation : Giorgio Simonelli
- Scénario : Adriano Bolzoni, Marcello Marchesi, Vittorio Metz et Cesare Rivelli
- Photographie : Tonino Delli Colli
- Montage : Elsa Dubbini
- Musique : Armando Fragna, Felice Montagnini
- Décors : Arrigo Equini
- Costumes : Maria De Matteis
- Production : Arrigo Colombo
- Société de production : Jolly Film
- Pays de production :  Italie
- Langue : Italien
- Format : Noir et blanc - 1,37:1 - Mono
- Genre : Western
- Durée : 110 minutes
- Dates de sortie : 
  - Italie : 28 février 1951
  - France : 13 mai 1953

## Distribution
- Renato Rascel : Uguccione / Rascelito Villa
- Silvana Pampanini : Rosa de Fuego
- Marilyn Buferd : Moira
- Luigi Pavese : Erasmo
- Mario Pisu : Hurtado
- Sophia Loren : Secrétaire
- Carlo Delle Piane
- Giulio Donnini